# Дедоплісцкаройський муніципалітет
Дедоплісцкаройський  муніципалітет (груз. დედოფლისწყაროს მუნიციპალიტეტი) — адміністративна одиниця мгаре Кахетія, Грузія. Адміністративний центр — місто Дедоплісцкаро.

## Населення
Станом на 1 січня 2014 чисельність населення муніципалітету склала 21 221 мешканців.
| 1989     | 2002     | 2014     | 2021     |
| -------- | -------- | -------- | -------- |
| → 37 299 | ↘ 30 911 | ↘ 21 221 | ↘ 20 700 |

### Етнічний склад населення
| Грузини | Вірмени | Росіяни | Азербайджанці | Греки |
| 91,5%   | 4,3 %   | 1,8 %   | 1,4 %         | 0,3%  |